# Людовик II д’Орлеан-Лонгвиль
Людовик II д’Орлеан-Лонгвиль (5 июня 1510 — 9 июня 1537) — французский аристократ, 4-й герцог де Лонгвиль (1524—1537), пэр Франции.

## Биография
Второй сын Людовика I д’Орлеана-Лонгвиля (1480—1516), 2-го герцога де Лонгвиль, и Жанны де Хохберг (? — 1543).
В 1524 году после смерти своего старшего брата Клода, не оставившего после себя законных детей, 14-летний Людовик II д’Орлеан-Лонгвиль унаследовал титул герцога де Лонгвиля, графа де Монтгомери, графа де Танкарвилля, виконта д’Аббервилля.
Скончался в Руане 9 июня 1537 года. Титул герцога де Лонгвиль унаследовал его малолетний сын Франсуа III (1535—1551).

## Семья и дети
4 августа 1534 года в Шато-дю-Лувр женился на лотарингской принцессе Марии де Гиз (1515—1560), дочери Клода де Гиза (1496—1550), 1-го герцога де Гиза (1528—1550), и Антуанетты де Бурбон-Вандом (1493—1583). Их дети:
- Франсуа III (30 октября 1535 — 22 сентября 1551), 5-й герцог де Лонгвиль (1536—1551)
- Людовик (род. 4 августа 1537 и умер через несколько месяцев)

В мае 1538 года Мария де Гиз, вдова Людовика де Лонгвиля, вторично вышла замуж за короля Шотландии Якова V Стюарта (1512—1542), была матерью королевы Франции и Шотландии Марии Стюарт.